# Șîroke, Velîka Bahacika
Șîroke (în ucraineană Широке) este un sat în comuna Bahacika Perșa din raionul Velîka Bahacika, regiunea Poltava, Ucraina.

## Demografie
Componența lingvistică a localității Șîroke
     Ucraineană (98,73%)
     Rusă (1,27%)
Conform recensământului din 2001, majoritatea populației localității Șîroke era vorbitoare de ucraineană (98,73%), existând în minoritate și vorbitori de rusă (1,27%).